# Point mérité
Un point mérité est une statistique relative aux lanceurs de baseball. Il s'agit d'un point dont le lanceur est responsable et qui affecte le calcul de sa moyenne de points mérités.

## Description
Les décisions amenant à un point mérité ou un point non mérité sont jugées par le marqueur officiel.

### Point mérité

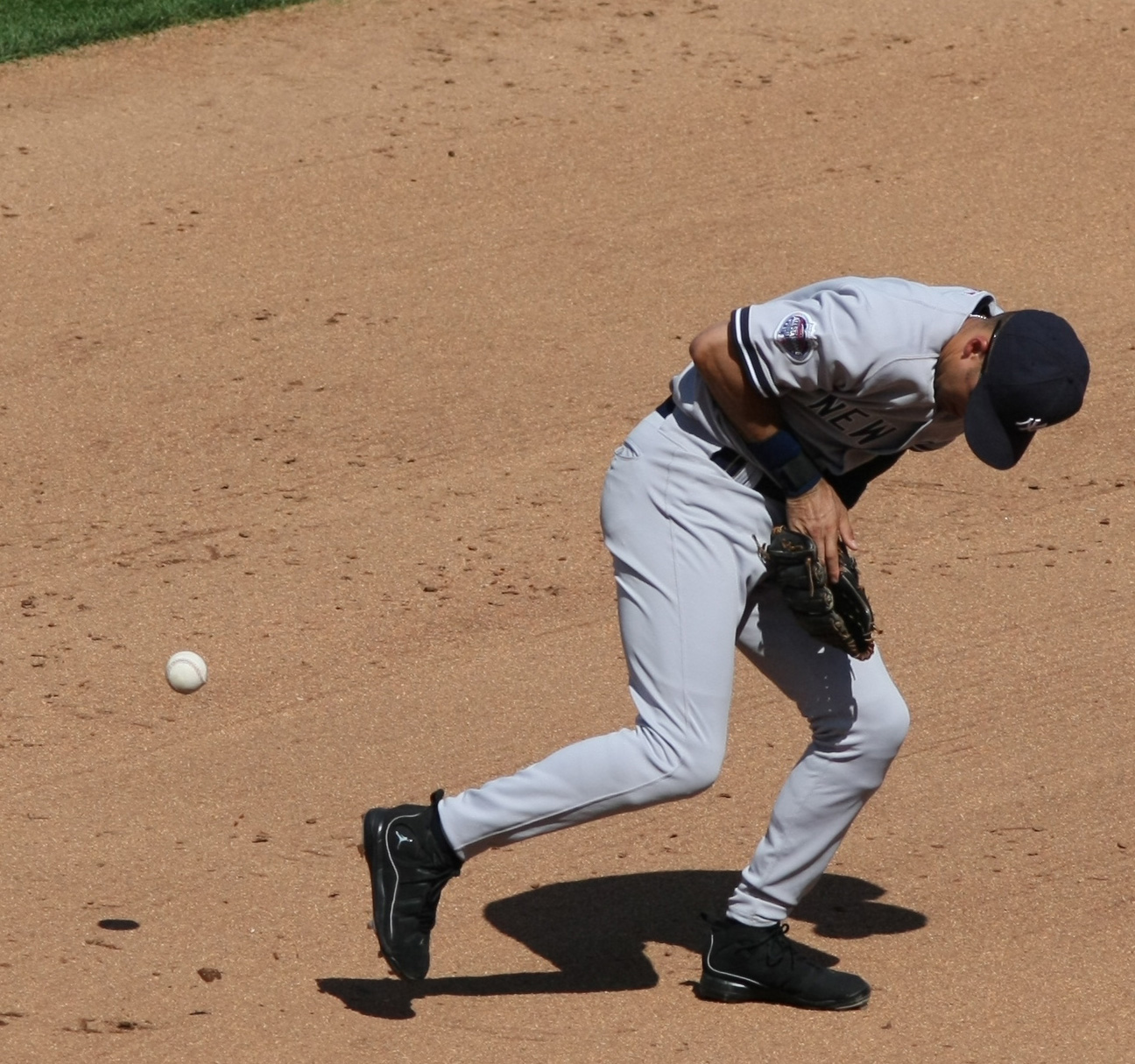
Cette erreur d'un joueur d'arrêt-court en défensive pourrait mener à un point non mérité pour l'équipe en offensive.

Un point marqué par une équipe est qualifié de point mérité à chaque fois qu'un coureur touche au marbre et inscrit le point grâce à un coup sûr, un amorti sacrifice, un but volé, un retrait d'un coéquipier, un optionnel, un but-sur-balles, un frappeur atteint d'un tir, une feinte illégale ou un mauvais lancer.

### Point non mérité
En revanche, le lanceur n'a pas la responsabilité des points comptés à la suite de l'une des situations de jeu suivantes. Elle n'affecteront donc pas négativement sa moyenne de points mérités.
- Une erreur d'un coéquipier en défensive
- Une présence au bâton prolongée par une balle en hauteur échappée par un joueur en défensive en territoire des fausses balles.
- Une situation d'obstruction ou d'interférence défensive appelée contre l'équipe en défensive.
- Un joueur atteint les sentiers mais voit sa présence autour des buts prolongée par une erreur de la défensive.
- Une balle passée

En certaines circonstances, le marqueur officiel peut juger un point mérité même s'il y a eu erreur ou balle passée. Exemple : un joueur frappe un coup sûr et atteint le premier but, puis avance au deuxième but à la suite d'une erreur ou d'une balle passée. Si un frappeur suivant obtient le premier but grâce à un but-sur-balles, on juge que le coureur aurait, même sans erreur ou balle passée, atteint le deuxième à cause de ce but-sur-balles. L'erreur (ou la balle passée) demeure dans les statistiques du match mais est en quelque sorte considérée comme ayant eu peu d'importance sur la suite des choses. Si ce coureur en ayant bénéficié vient plus tard marquer, le point sera donc mérité.
À noter qu'un point peut être considéré non mérité même si l'erreur défensive a été commise par le lanceur lui-même. En revanche, si le lanceur commet un mauvais lancer, le point éventuel sera mérité.

## Lors d'un changement de lanceur
Lorsqu'un lanceur est remplacé durant une manche, les points marqués sont portés à la fiche du lanceur responsable des joueurs qu'il a laissé atteindre les sentiers.
Par exemple, si un lanceur quitte la partie durant la manche après avoir placé deux coureurs sur les sentiers et que le lanceur remplaçant accorde un coup de circuit au frappeur qu'il affronte, trois points seront marqués mais les deux premiers (ceux comptés par les coureurs) iront à la fiche du premier lanceur, et le troisième point (celui compté par le frappeur du circuit) ira au second lanceur. Quant à savoir si ces deux premiers points sont ou non mérités, tout dépend de la manière dont les coureurs ont atteint les buts, selon les règles énoncées ci-haut.
Les règles sont plus complexes si le lanceur est remplacé par un releveur alors qu'il avait déjà commencé à lancer à un frappeur adverse. Le point éventuellement marqué par ce frappeur sera porté à la fiche du premier lanceur si le compte balles-prises était avantageux pour le frappeur. Sinon, le releveur hérite du point.
Exemples de compte avantageux :
- 2 balles, 0 prise
- 2 balles, 1 prise
- 3 balles, 0 prise
- 3 balles, 1 prise
- 3 balles, 2 prises

Dans les autres situations de compte balles-prises, le releveur hérite du point.

## Conséquence sur la moyenne de points mérités
Dans le calcul de la moyenne de points mérités, l'une des statistiques les plus communes pour juger de la qualité d'un lanceur, seuls les points mérités sont considérés. De cette façon, la moyenne du lanceur ne sera pas affectée négativement s'il doit travailler avec une défensive qui lui offre peu de support dans son travail.